# Audubon Butterfly Garden and Insectarium

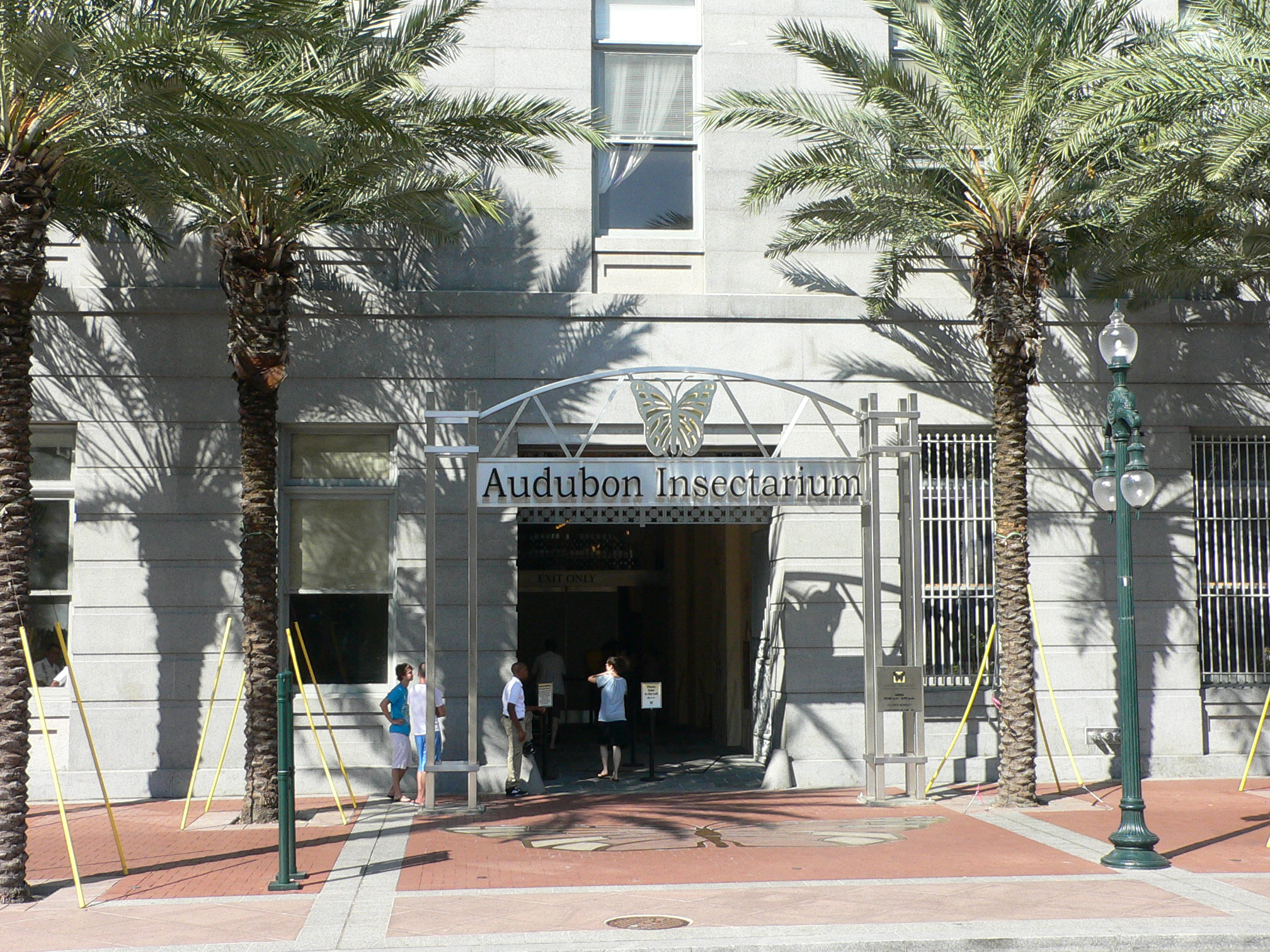
Entrada principal do Audubon Butterfly

Audubon Butterfly Garden and Insectarium é um museu, insetário e centro de entomologia localizado em Nova Orleães, Louisiana, Estados Unidos.
Com 2.100 m², o Audubon Butterfly Garden possui um grande acervo de espécimes vivas, além de exposições, jardins de borboletas, laboratórios para estudos e salas multimídias para palestas e conferências, sendo o maior museu americano independente e dedicado aos insetos.
Entre as suas atrações, estão milhares de insetos vivos, incluindo besouros, baratas, vespas, abelhas, formigas e cupins, além de um espaço destinado a degustação de vermes, que inclui grilos e minhocas no palito, espetos para mergulhar em uma fonte de chocolate derretido, junto de "toffee" de vermes feito com pernas de insetos.

## Ligação externa
- «Sítio oficial» (em inglês)